# Jocelyn Bell Burnell

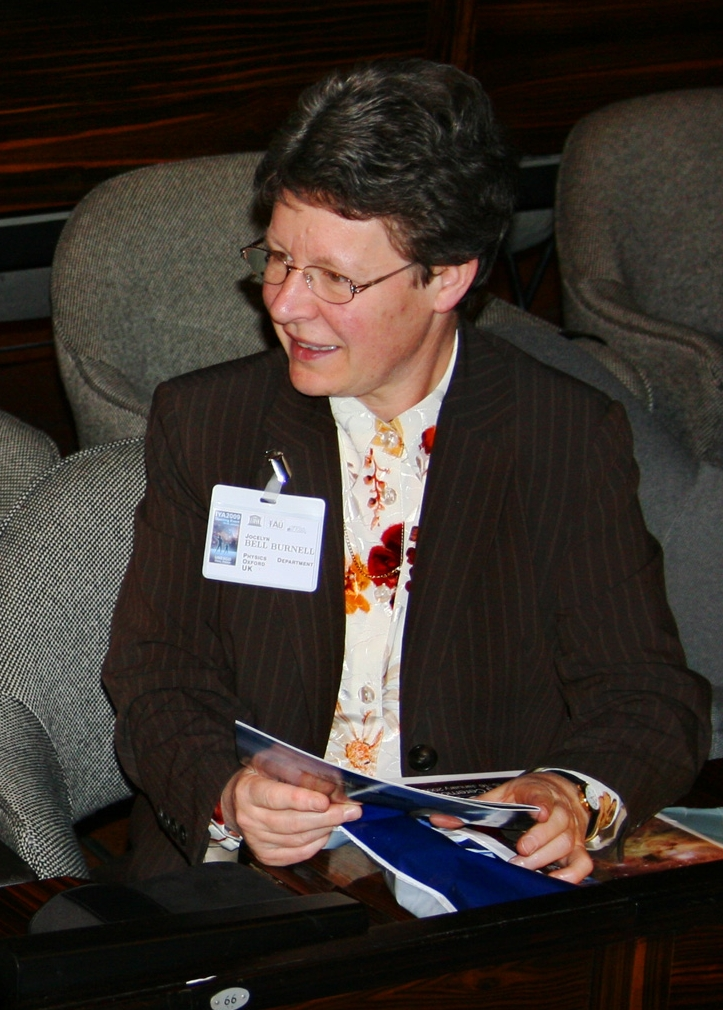
Jocelyn Bell Burnell (2009)

Dame Susan Jocelyn Bell Burnell (* 15. Juli 1943 in Belfast, Nordirland als Susan Jocelyn Bell) ist eine britische Radioastronomin. 1967 entdeckte sie als Studentin von Antony Hewish als erste einen Neutronenstern in Form des ersten beobachteten Pulsars.

## Leben

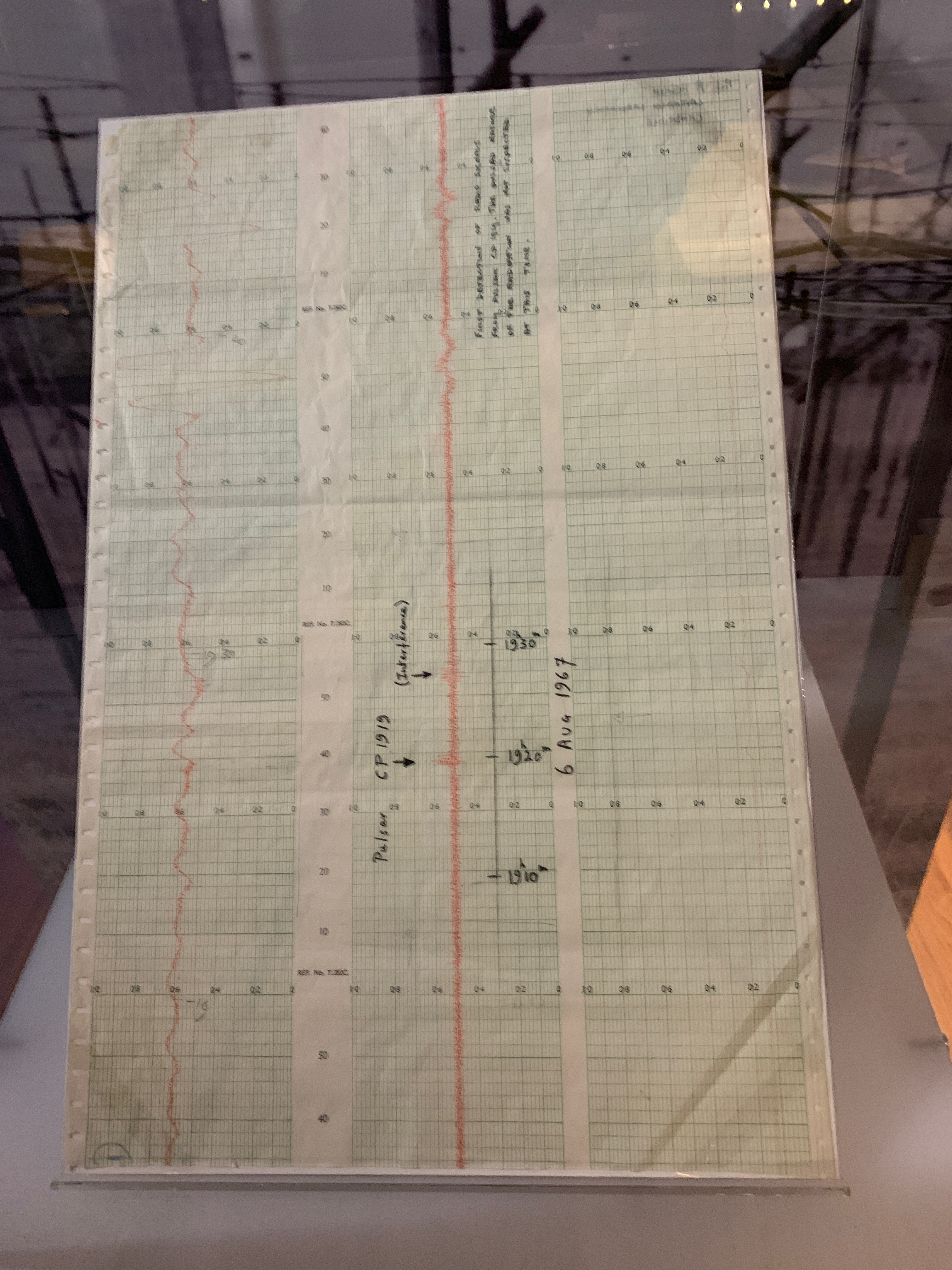
Aufzeichnung des Radiosignals vom ersten entdeckten Pulsar

Jocelyn Bell studierte an der Universität Glasgow und wechselte nach ihrem Bachelor of Science 1965 zu Antony Hewish ans Churchill College in Cambridge. Bei der Auswertung der Daten des 1967 fertiggestellten Radioteleskoparrays (Interplanetary Scintillation Array) im Mullard Radio Astronomy Observatory (MRAO) bei Cambridge fielen ihr einige Signale auf, die sie kosmischen Objekten zuordnete – die Entdeckung des ersten Pulsars PSR J1921+2153.
Nach ihrer Hochzeit mit dem Regierungsbeamten Martin Burnell 1968, ein Jahr vor ihrer Promotion, wechselte sie an das Mullard-Laboratorium für Weltraumwissenschaft nach Southampton, um in der Nähe ihres Mannes zu sein. Von 1991 bis 2001 hatte sie die Professur für Physik an der Open University in England inne.
Bell Burnell wurde bei der Vergabe des Nobelpreises für Physik 1974 an Antony Hewish und Martin Ryle nicht berücksichtigt, was verbreitet als eine extreme Frauen-Diskriminierung betrachtet wird und worüber in der wissenschaftlichen Öffentlichkeit heftige Kontroversen geführt wurden. Im Gegensatz dazu war sie ein Jahr zuvor (1973) noch zusammen mit Hewish mit der Michelson-Medaille des Franklin-Instituts in Philadelphia ausgezeichnet worden. Seit 2003 Mitglied der Royal Society, wurde Bell Burnell im Juni 2007 durch Königin Elisabeth II. als Dame Commander des Order of the British Empire ausgezeichnet und damit in den persönlichen Adelsstand erhoben. 2025 wurde sie in den Order of the Companions of Honour aufgenommen. 2018 erhielt sie den Special Breakthrough Prize in Fundamental Physics, mit dem ihre Entdeckung des Pulsars PSR J1921+2153 und ihre lebenslange inspirierende und wissenschaftliche Führungsrolle gewürdigt wurde. Das Preisgeld will sie an Frauen, ethnische Minderheiten und Flüchtlinge spenden, die als Stipendiaten der Physik unterrepräsentiert sind.

Von 2014 bis 2018 war Burnell Präsidentin der Royal Society of Edinburgh.

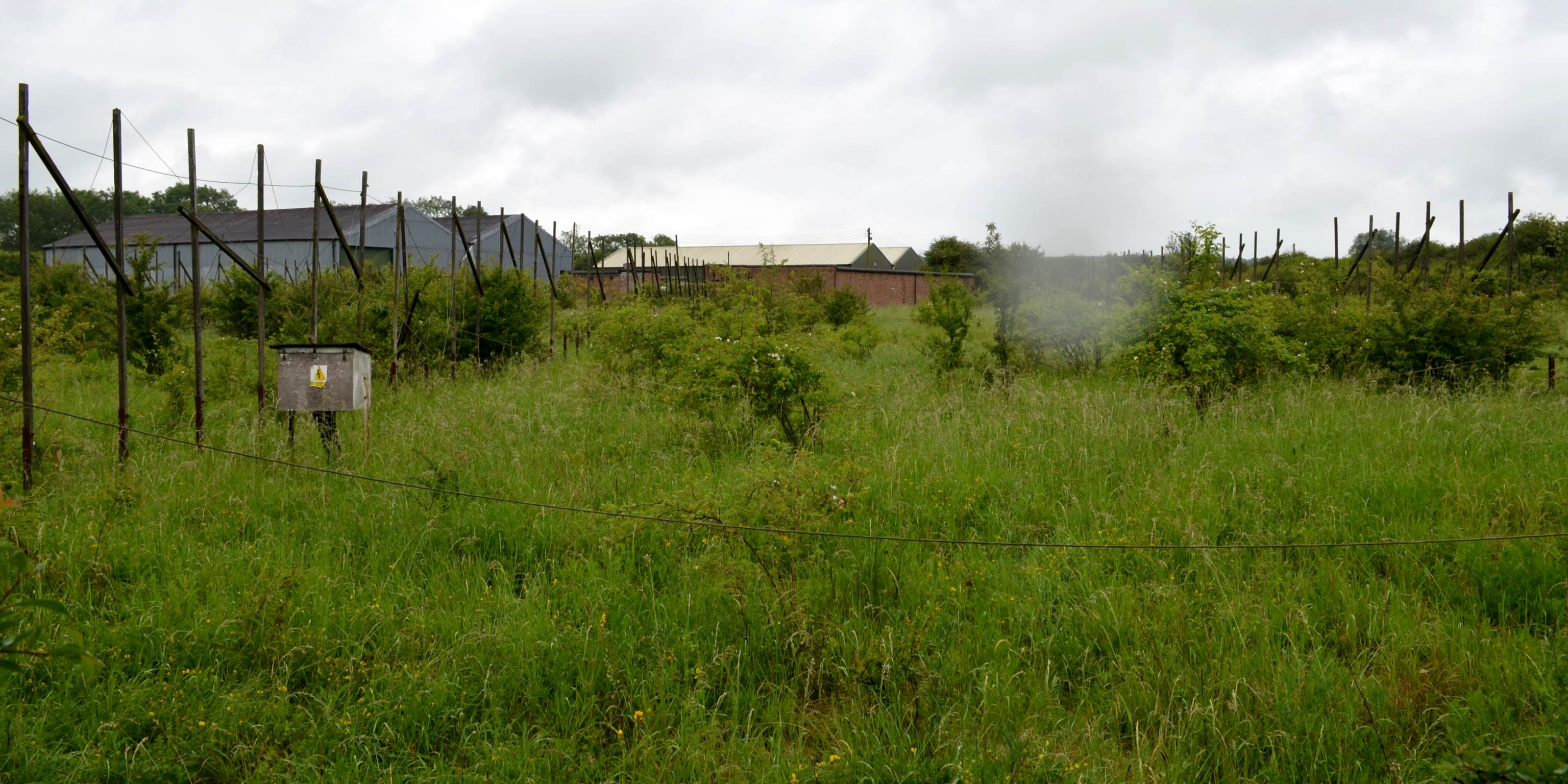
Reste des Interplanetary Scintillation Array bei Cambridge (2014)

## Auszeichnungen
- 1973 – Michelson-Medaille, Franklin Institute, Philadelphia
- 1978 – J.-Robert-Oppenheimer-Memorial-Preis, Center for Theoretical Studies, University of Miami
- 1987 – Beatrice-M.-Tinsley-Preis, American Astronomical Society
- 1989 – Herschel-Medaille, Royal Astronomical Society, London
- 1995 – Jansky Award, National Radio Astronomy Observatory
- 1999 – Commander of the British Empire (CBE) für ihre Verdienste um die Astronomie
- 2000 – Magellanic Premium,[4] American Philosophical Society
- 2003 – Mitglied der Royal Society (FRS)
- 2004 – Mitglied der Royal Society of Edinburgh (FRSE)
- 2005 – Mitglied der National Academy of Sciences
- 2007 – Ehrendoktorin der Harvard University (USA)
- 2007 – Dame Commander of the British Empire (DBE) für ihre Verdienste um die Astronomie
- 2007 – Ehrendoktorin der Universität Durham (Großbritannien)
- 2008 – Präsidentin des britischen Institute of Physics (Großbritannien)
- 2011 – Grote-Reber-Medaille, URSI/QVMAG
- 2012 – Ehrenmitglied der Royal Irish Academy
- 2014 – Präsidentin der Royal Society of Edinburgh
- 2015 – Royal Medal der Royal Society
- 2016 – Mitglied der American Philosophical Society
- 2018 – Mitglied der American Academy of Arts and Sciences
- 2018 – Grande médaille de l’Académie des sciences
- 2018 – Special Fundamental Physics Breakthrough Prize für die Entdeckung von Pulsaren
- 2019 – Ehrendoktorin der University of Bath
- 2020 – Ehrenmitglied des Trinity College Dublin
- 2021 – Goldmedaille der Royal Astronomical Society
- 2021 – Copley-Medaille der Royal Society
- 2021 – Karl-Schwarzschild-Medaille der Astronomischen Gesellschaft
- 2022 – Jules-Janssen-Preis der Société astronomique de France
- 2022 – Matteucci-Medaille der Accademia Nazionale delle Scienze
- 2023 – Cunningham-Medaille der Royal Irish Academy
- 2024 – Mitglied der Cambridge Union Society
- 2025 – Mitglied des Order of the Companions of Honour

## Weiteres
- Sie war Interviewpartner der BBC-Sendung Beautiful Minds.
- Im Dokumentarfilm Break the Science Barrier des Evolutionsbiologen Richard Dawkins wird sie interviewt und ihr enormer Beitrag für die Wissenschaft gewürdigt.
- In der Science-Fiction Serie „Orville“ ist zu ihren Ehren ein Schiff die „USS Burnell“ benannt.
- Ein am 14. November 1998 von R. A. Tucker am Goodricke-Pigott Observatorium entdeckter Asteroid des inneren Hauptgürtels wurde nach Jocelyn Bell Burnell benannt: (25275) Jocelynbell.[5]